# Bonneville (Alta Francia)
Bonneville è un comune francese di 356 abitanti situato nel dipartimento della Somme nella regione dell'Alta Francia.

## Società

### Evoluzione demografica
Abitanti censiti